# Chōchō
Els Chōchō (町丁) són la subdivisió bàsica de qualsevol municipi del Japó. Els chōchō són l'equivalent japonés als barris o veïnats. El terme és emprat en l'organització, al sistema postal i al cens nacional. Cada barri pot subdividir-se a més en diversos chōme (丁目) o sub-barris, tot i que hi han chōchō unitaris.